# Signalkrebs
Signalkrebsen (Pacifastacus leniusculus) er en Nordamerikansk flodkrebseart. Den kom til Europa i 1960'erne til at supplere de skandinaviske ædelkrebsfiskerier, som blev ødelagt af krebsepest, men de importerede krebs viste sig at være bærere af sygdommen. Signalkrebs er nu en invasiv art, der fordriver oprindelige arter fra Europa og Japan.

## Udseende
Signalkrebsen kan blive op til 16 cm lang og veje 110 g. Den er kønsmoden som treårig og kan blive 20 år. Både krop og kløer er glatte og rødbrune/mørkebrune, undertiden med et blåligt skær. Den har en hvid eller blålig plet ved klosaksens bund. Kloen er typisk større hos hannen end hos hunnen.

## Levested
Signalkrebsen lever i åer og søer, hvor den kan komme i skjul i huller ved breden eller mellem rødder fra træer.
Den vides nu at leve i store dele af Europa. Til Danmark kom Krebsen først til opdræt, hvorfra den har spredt sig naturen. Med sikkerhed vides det, at den lever i mindre søer samt i vandløb som Tude Å, Susåen samt nær Randers Fjords udløb.